# Harpagus diodon
Harpagus diodon е вид птица от семейство Ястребови (Accipitridae).

## Разпространение
Видът е разпространен в Аржентина, Боливия, Бразилия, Гвиана, Еквадор, Парагвай, Суринам и Френска Гвиана.